# Patarola
Patarola là một chi rêu trong họ Radulaceae.